# 蔡兴
蔡兴（？—341年），中国五胡十六国时代成汉皇帝李寿的尚书左仆射。
蔡兴开始为李寿的司马，跟从李寿灭李期后，他和与任调等人力劝李寿不要向东晋称藩，于是李寿自立为帝，国号汉。李寿任命他为左仆射，李寿即位之初，仍遵循李雄宽俭之政。后来，李寿日益荒淫奢侈，严刑峻法，大兴土木，国势败坏。蔡兴极力劝谏，李寿以其诽谤，将他诛杀。